# 朴东根
朴东根（1904年—1934年），朝鲜族抗联人物，曾任延吉县游击大队大队长，东北人民革命第二军独立师第一团团长等职，1934年被错杀，中共十届三中全会后被平反。

## 生平
1904年，朴东根出生于朝鲜咸镜北道（現花坮郡）的一个贫苦农民家庭，1920年随父母落户吉林省延吉县依兰沟。同年底，他进入朝鲜独立军在汪清县创办的士官学校学习。1921年底朝鲜独立军士官学校毕业后，他通过办夜校开展革命启蒙教育。:142
1930年，朴东根带领夜校学生参加了中国共产党领导的“红五月斗争”，并于同年加入中国共产党。1931年，他承担了整顿依兰沟农民协会、反帝同盟、互济会等群众组织的工作，并任延吉县反帝同盟书记。:142:88
1932年初，朴东根在中共延吉县委的领导下创建依兰沟游击队，并任队长。他根据在朝鲜独立军士官军校学习的军事知识带领游击队进行军事训练。他率队通过巧袭开山屯巡警局、横道河子自卫团、延吉周边亲日地主等来夺取枪支弹药，武装游击队。1930年9月，他与队员在细鳞河小北洞遇见3名个日本宪兵。他举枪连发三枪将日本兵全部击毙，并获缴获3匹战马和3支手枪。他因此得到“神枪手”的称号。在他的领导下，游击队很快发展到80人，50余部枪。:88:142
1933年1月，延吉县各游击队合并成立延吉县游击大队。朴东根任大队长。朴吉任政委。同年初夏，他率部击退进犯王隅沟抗日游击根据地的日军。为解决游击队的经费问题，他与队友小郑乔装成朝满粮食贸易株式会社老板一行逼迫当地富商南君弼交出10万多日元。1933年11月至1934年2月，他率部先后23次与三道湾警察署交火，击毙50多人，游击队零伤亡。:88-89:143
1934年春，中共满洲省委将延边各县游击队合并成立东北人民革命第二军独立师。延吉县游击大队被改编为独立师第一团，朴东根任一团团长。同年冬，由于中共左倾民生团错误，朴东根被扣上民生团分子的帽子，后于1935年1月（一说1934年10月:583）被错杀，时年30岁。中共十届三中全会后，朴东根被中共延边州委平反昭雪。:89:143